# Final de bispos de cores opostas
O Final de bispos de cores opostas é um final do xadrez em que cada lado tem apenas um bispo porém estes residem em casas de cores opostas no tabuleiro, não podendo assim atacar ou bloquear um ao outro. Sem o auxílio de outras peças (mas com peões), estes finais são notoriamente tendenciosos a resulta em um empate e são os mais difíceis de converter uma pequena vantagem material em vantagens para alcançar a vitória. Com mais peças, o lado com vantagem material tema maiores chances de vencer, embora não tanto quanto se os bispos fossem da mesma cor.
Muitos xadrezistas em uma posição inferior alcançaram um empate ao trocar as peças por bispos de cores opostas. O empate pode ser alcançado mesmo quando um lado tem uma vantagem de dois ou três peões, desde que o lado mais fraco possa criar um bloqueio nas casas em que o seu bispo opera.

## Princípios gerais
O autor edmar Mednis indica dois princípios para os finais de bispos de cores opostas:
1. Se um xadrezista está em desvantagem material, deve procurar por chances de empate em um final apenas os bispos e os peões.
2. Com peças maiores, ter bispos de cores opostas favorece o atacante.[1]

No caso de existirem apenas bispos e peões, três princípios são postulados:
1. Dois peões conectados não são suficientes para vencer exceto se alcançarem a sexta fileira.
2. Se o atacante tiver dos peões passados muito separados estes não podem ser controlados pelo bispo em uma única diagonal, o que leva a vitória do atacante.
3. Se o atacante tiver um peão passado, este deve ser parado pelo bispo somente quando o Rei puder bloquear o rei adversário.[2]